# Erwachsenenschule Bremen
Die Erwachsenenschule Bremen (Schulzentrum für Erwachsene) ist die Schule des Zweiten Bildungsweges in Bremen. Sie vereint die Bildungsgänge Hauptschule, Realschule und Gymnasium in Tages- und Abendform. Am Abendgymnasium ist das sog. E-Learning verpflichtend. Die Schüler sind an drei Abenden in der Woche max. 15 Schulstunden in der Schule, der weitere Unterrichtsstoff muss über eine Onlineplattform selbstständig aufgearbeitet werden und ist fester Bestandteil der mündlichen Note.

## Organisation
Die Erwachsenenschule ist eine öffentliche Schule der Senatorin für Bildung und Wissenschaft in Bremen und wird von durchschnittlich 800 Schülern besucht, die von 65 hauptamtlichen Lehrern unterrichtet werden.

## Abschlüsse
An der Erwachsenenschule Bremen können erreicht werden:
- die Erweiterte Berufsbildungsreife
- der Mittlere Schulabschluss
- die Fachhochschulreife(schulischer Teil)
- die Allgemeine Hochschulreife (Abitur)

## Geschichte
Die Schule wurde 1947 als reines Abendgymnasium gegründet und 1957 mit der Abendhauptschule und der Abendrealschule weiter ausgebaut. Im weiteren Verlauf wurde auch Unterricht am Vormittag anboten. Im Jahr 1988 wurde das Angebot durch ein Kolleg und durch eine Möglichkeit zu externen Prüfungen ergänzt. Seit diesem Jahr trägt die Schule den Namen Erwachsenenschule Bremen. Im November 1995 bezog die Schule ein eigenes Gebäude. Seitdem befinden sich alle Abteilungen unter einem Dach.

## Gebäude
Die Erwachsenenschule Bremen ist seit 1995 im Block A des ehemaligen Berufsbildungszentrums (BBZ) untergebracht. Das BBZ gilt deutschlandweit als ein herausragendes Beispiel der Baukunst der frühen 50er Jahre und steht heute unter Denkmalschutz. Im 1954 eingeweihten Block A wurden die heute noch vollständig erhaltenen Deckenverzierungen von Henry Garde jr. entworfen. Zwischen Block A und B befindet sich ein Denkmal der im Jahr 1957 verstorbenen Frauenrechtlerin Agnes Heineken.

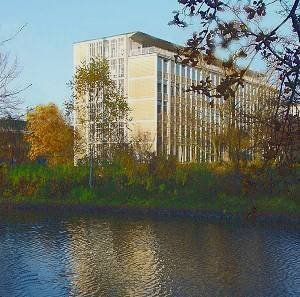
Erwachsenenschule Bremen, Südwest-/Südost-Ansicht Block A (Architekt: Baurat Dr.-Ing. Hans Krajewski, erbaut: 1952–1954)
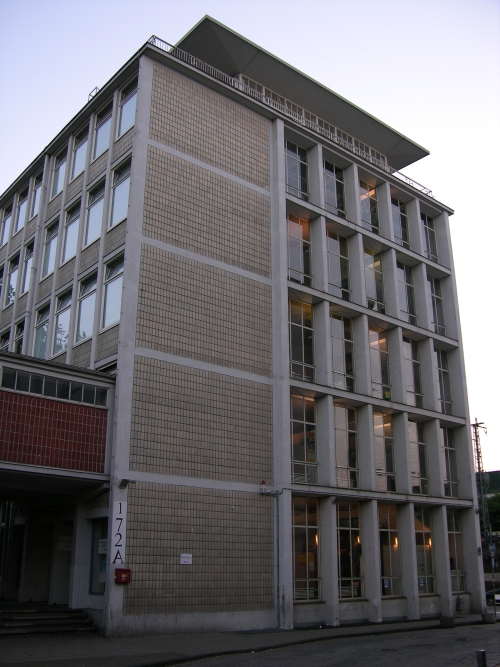
Erwachsenenschule Bremen, Nordost-Ansicht Block A (Architekt: Baurat Dr.-Ing. Hans Krajewski, erbaut: 1952–1954)
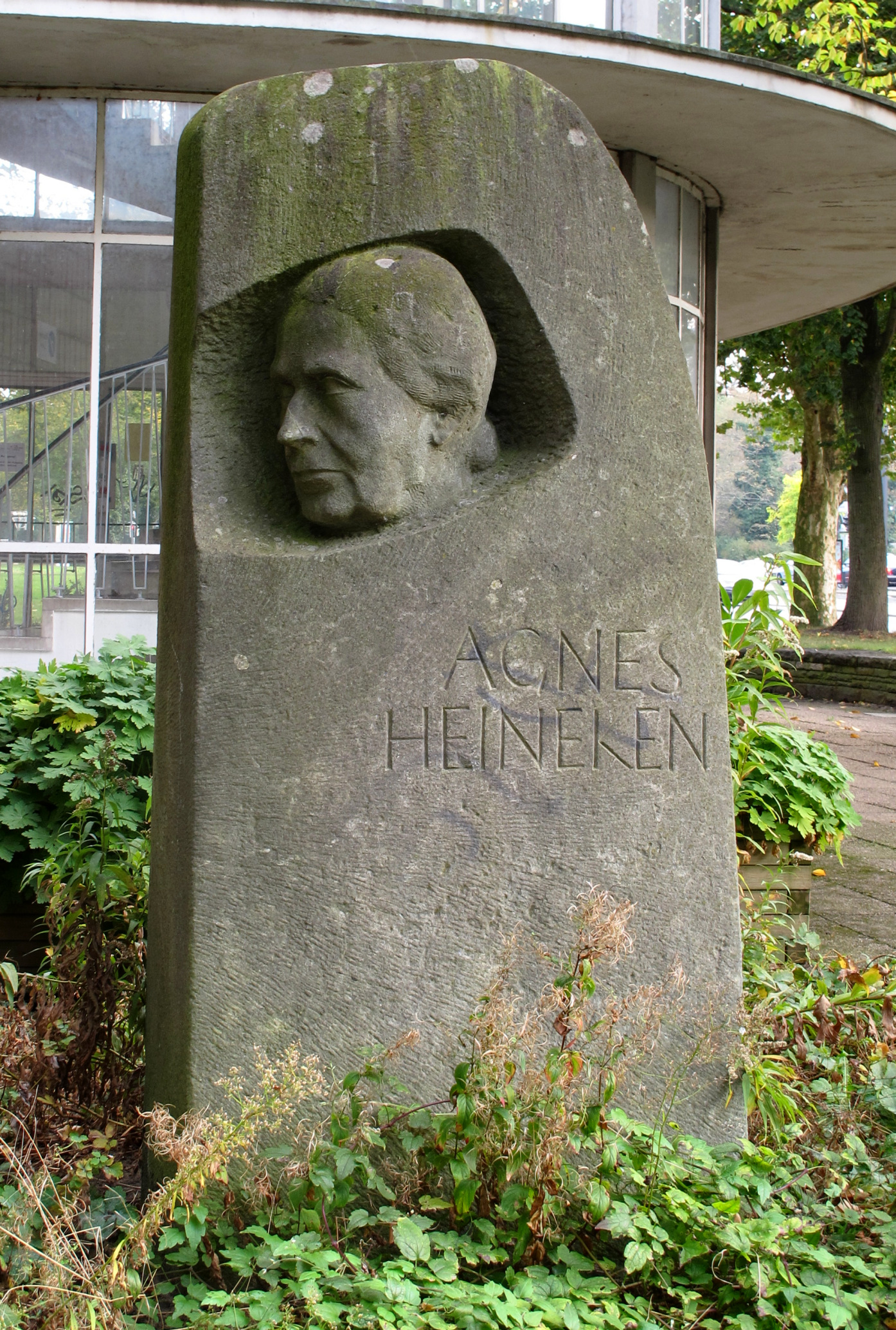
Denkmal/Plastik Agnes Heineken zwischen Block A und B (Bildhauer: K. Lettow, erstellt: 1957)